# George Canning (Tauzieher)
George Walter Canning (* 23. August 1889 in Bermondsey, Greater London; † 17. Juni 1955 in Rochford, Essex) war ein britischer Olympiateilnehmer (1920).
George Canning gewann 1920 bei den Olympischen Sommerspielen in Antwerpen – als Teil der Mannschaft der City of London Police – die Goldmedaille im Tauziehen. Die achtköpfige Mannschaft bestand außer ihm aus Fred Holmes, Frederick Humphreys, Edwin Mills, John Sewell, James Shepherd, Harry Stiff und Ernest Thorne. Dies war der letzte olympische Wettbewerb im Tauziehen.
George Canning verließ die Londoner Polizei im Dezember 1935 nach über 24 Dienstjahren.